# 혈과 사 (1941년 영화)
혈과 사(Blood And Sand)는 미국에서 제작된 루벤 마모울리언 감독의 1941년 드라마 영화이다. 타이론 파워 등이 주연으로 출연하였고 대릴 F. 자눅 등이 제작에 참여하였다.

## 줄거리
후안 가야르도는 어린 시절, 투우사였던 아버지의 죽음 이후 자신도 아버지처럼 되기를 꿈꾼다. 마드리드로 떠나기 전, 그는 고향 세비야에서 귀족 출신 소꿉친구 카르멘 에스피노사에게 성공한 후 돌아와 결혼하겠다고 약속한다.
10년 후, 유명한 투우사로 성공을 거둔 후안은 세비야로 돌아와 가족을 돕고 카르멘과 결혼하며 약속을 지킨다. 그의 명성과 부는 날로 높아지고, 스페인 최고의 투우사로 칭송받는다. 그러던 중, 한 투우 경기에서 매혹적인 상류층 여성 도냐 솔의 눈에 띄게 되고, 후안은 그녀의 유혹에 빠지게 된다.
도냐 솔과의 관계로 인해 후안은 아내와 가족은 물론 훈련까지도 소홀히 하게 된다. 그의 경기력은 점차 나빠지고, 결국 명성과 재산, 그리고 주변 사람들까지 모두 잃는다. 매니저의 경고에도 귀 기울이지 않고, 도냐 솔마저도 후안을 떠나 새롭게 떠오르는 젊은 투우사 마놀로 데 팔마에게 관심을 돌린다. 그는 후안의 어린 시절 친구였다.
모든 것을 잃고 후회에 빠진 후안은 카르멘에게 용서를 구하고, 그녀는 결국 그를 받아들인다. 그는 투우를 그만두겠다고 약속하지만, 마지막으로 한 번만 더 경기를 하고 싶다는 뜻을 밝힌다. 그러나 그 경기에서 그는 심각한 부상을 입고, 결국 경기장 안에서 카르멘의 품에 안긴 채 숨을 거둔다. 한편, 관중은 마놀로의 승리에 환호하며 떠나고, 모래 위에는 후안의 피가 남겨진다.

## 출연

### 주연
|  | 타이론 파워 – 후안 역            |  | 린다 다넬 – 카르멘 에스피노사 역  |
|  | 리타 헤이워스 – 도냐 솔 역       |  | 나지모바 – 아우구스티아스 부인 역 |
|  | 앤서니 퀸 – 마놀로 데 팔마 역    |  | J. 캐럴 네이시 – 가라바토 역      |
|  | 린 바리 – 엔카르나시온 역        |  | 존 캐러딘 – 나시오날 역           |
|  | 레어드 크리거 – 나탈리오 쿠로 역 |  |                                   |

### 조연
- 윌리엄 몬태규 – 안토니오 로페스 역
- 비센테 고메스 – 기타 연주자 역
- 조지 리브스 – 피에르 로렌 대위 역
- 페드로 데 코르도바 – 돈 호세 알바레즈 역
- 포르투니오 보나노바 – 페드로 에스피노사 역
- 빅터 킬리언 – 신부 역
- 마이클 모리스 – 라 풀가 역
- 찰스 스티븐스 – 파블로 고메스 역
- 앤 토드 – 어린 시절의 카르멘 역
- 코라 수 콜린스 – 어린 시절의 엔카르나시온 역
- 러셀 힉스 – 후작 역
- 모리스 캐스 – 엘 밀크토스트 역
- 렉스 다우닝 – 어린 시절의 후안 역
- 존 월리스 – 프란시스코 역
- 재클린 달야 – 가치 역
- 컬렌 존슨 – 어린 시절의 마놀로 역
- 래리 해리스 – 어린 시절의 파블로 역
- 테드 프라이 – 어린 시절의 라 풀가 역
- 스카일러 스탠디시 – 어린 시절의 나시오날 역

### 출연 표기되지 않음
- 프레드 말라테스타 – 나탈리오 쿠로에게 서빙하는 웨이터 역
- 마이클 비사로프 – 칸티나의 손님 역
- 라파엘 알카이데 – 칸티나의 손님 역
- 엘레나 베르두고 – 칸티나에서 특별 공연 무용수 역
- 프랜시스 맥도널드 – 마놀로의 친구 역
- 에스더 에스트레야 – 후안을 동경하며 바라보는 소녀 역
- 세실리아 칼레호 – 후안을 동경하며 바라보는 소녀 역
- 배리 노턴 – 도냐 솔의 저녁 파티 및 리셉션 참석자 역
- 베스 플라워스 – 도냐 솔의 저녁 파티 및 리셉션 참석자 역
- 케이 리네이커 – 도냐 솔의 저녁 파티 및 리셉션 참석자 역
- 줄리안 리베로 – 투우 경기 관람객 역
- 지노 코라도 – 칸티나에서 후안에게 서빙하는 웨이터 역

## 제작진
- 미술: 리처드 데이
- 미술: 조셉 C. 라이트
- 의상: 트라비스 밴톤